# Пьерло, Юбер
Юбер Мари Эжен, граф Пьерло (фр. Hubert Marie Eugène, Le comte Pierlot; нидерл. Hubert Pierlot; 23 декабря 1883 — 13 декабря 1963, Уккел) — бельгийский валлонский политический деятель, премьер-министр страны в 1939—1945 годах (во время Второй мировой войны и немецкой оккупации Бельгии).
Стал депутатом Палаты представителей в 1925 году, затем — сенатором от провинции Люксембург (1926—1936) и от Арлона (1936—1946). Также возглавлял министерство внутренних дел (1934—1935), министерство сельского хозяйства (1934—1935; 1936—1939), министерство иностранных дел (1939).
Во время войны и немецкой оккупации у Пьерло, сторонника непримиримой борьбы с нацистами, возник серьёзный конфликт с королём Леопольдом III. Вскоре Пьерло уехал в Лондон, где возглавял правительство Бельгии в изгнании до освобождения страны. В сентябре 1944 правительство вернулось в Бельгию. Пьерло ушёл в отставку с поста премьер-министра в феврале 1945.